# Take This Lollipop
Take This Lollipop è un cortometraggio horror interattivo creato nel 2011 e diretto da Jason Zada.

## Trama
Il cortometraggio inizia con un'immagine che raffigura un lecca-lecca azzurro, con la scritta Take This Lollipop. L'utente Facebook deve inserire i propri dati personali (che al termine di tutto, verranno cancellati dal cortometraggio).
Una volta fatto ciò, parte un video dove uno stalker dall'aspetto sinistro entra sul sito tramite il suo computer e inizia a rubare i dati personali della prossima vittima (l'utente in questione) e anche quelli dei suoi amici. Infine, riesce a scoprire l'attuale posizione della persona e sale sulla sua macchina, dirigendosi, in teoria, verso l'abitazione dell'utente per fargli del male.
Quando il video finisce, riappare il lecca-lecca che, ormai divenuto rosso sangue, porta il nome dell'utente.

## Distribuzione
Venne diffuso sul sito Facebook, con lo scopo di sensibilizzare gli utenti, soprattutto i genitori con figli registrati sul sito, sull'argomento del rendere pubblici a chiunque i propri dati personali e quindi mettere in serio pericolo la privacy.

## Successo
Il cortometraggio divenne subito un fenomeno virale, e su Facebook totalizzò circa mezzo milione di like, attirando attenzioni da tutto il mondo. In Italia se ne parlò tramite Sky Italia. Addirittura, alcune persone pensarono che fosse reale.

## Riconoscimenti
- 2012  - SXSW
  - Categoria "Sperimentale"
  - Categoria "Motion Graphics"
- 2012 - D&AD Award
  - Categoria "Digital Advertising/Web Films".
- 2012 - Andy Award 
  - Candidatura
- 2012 - Webby Awards
  - Candidatura
- 2012 - Daytime Emmy Award
  - Categoria "New Approaches - Daytime Entertainment".